# Sommer-Paralympics 1968/Teilnehmer (BR Deutschland)
| stlisierte Goldmedaille | stlisierte Silbermedaille | stlisierte Bronzemedaille |
| ----------------------- | ------------------------- | ------------------------- |
| 12                      | 12                        | 11                        |

An den Sommer-Paralympics 1968 im israelischen Tel Aviv nahm die Bundesrepublik Deutschland mit 54 Athleten (47 Männer und sieben Frauen) teil.

## Teilnehmer nach Sportarten

### Bogenschießen
| Athleten                      | Wettbewerb                    | Rang      |
| ----------------------------- | ----------------------------- | --------- |
| Männer                        |                               |           |
| Willi Brinkmann               | Albion Round Open             | 9. Platz  |
| Elbracht                      | Albion Round Open             | 5. Platz  |
| Elbracht                      | FITA Round Open               | Bronze    |
| Frehe                         | St. Nicholas Round Paraplegic | 20. Platz |
| Gobel                         | Albion Round Open             | 22. Platz |
| Gobel                         | FITA Round Open               | 28. Platz |
| Kolodzie                      | St. Nicholas Round Paraplegic | 21. Platz |
| Langer                        | Columbia Round Open           | 29. Platz |
| Luft                          | Columbia Round Open           | 15. Platz |
| Orinsky 1                     | St. Nicholas Round Paraplegic | 8. Platz  |
| Pinnen                        | St. Nicholas Round Paraplegic | 7. Platz  |
| P. Prothmann                  | Columbia Round Open           | 17. Platz |
| Reinhold                      | FITA Round Open               | 37. Platz |
| Schaede                       | Albion Round Open             | 36. Platz |
| Schaede                       | FITA Round Open               | 11. Platz |
| Heinz Simon                   | Columbia Round Open           | 7. Platz  |
| Luft P. Prothmann Heinz Simon | Columbia Round Team Open      | Silber    |
| Elbracht Gobel Schaede        | FITA Round Team Open          | Gold      |
| Frauen                        |                               |           |
| Marga Floer                   | St. Nicholas Round Paraplegic | 8. Platz  |

### Bowls
Keine deutschen Teilnehmer.

### Dartchery
| Athleten             | Wettbewerb       | Rang     |
| -------------------- | ---------------- | -------- |
| Männer               |                  |          |
| Willi Brinkmann Luft | Mixed Pairs Open | 1. Runde |
| Elbracht Schaede     | Mixed Pairs Open | 1. Runde |

### Gewichtheben
Keine deutschen Teilnehmer.

### Leichtathletik
| Athleten                                                    | Wettbewerb               | Rang      |
| ----------------------------------------------------------- | ------------------------ | --------- |
| Männer                                                      |                          |           |
| Ludwig Bornschlegel                                         | Slalom B                 | 15. Platz |
| Franz Brozozowski                                           | Slalom B                 | 17. Platz |
| Eckstein                                                    | 60 m B (Novice)          | 8. Platz  |
| Manfred Emmel                                               | Diskuswurf B             | 19. Platz |
| Frehe                                                       | Präzisionswurf           | 79. Platz |
| Frehe                                                       | Slalom A                 | 29. Platz |
| Galetzko                                                    | 100 m C                  | 23. Platz |
| Galetzko                                                    | Fünfkampf (inkomplett)   | 12. Platz |
| Gerlach                                                     | Diskuswurf D             | 16. Platz |
| Gerlach                                                     | Kugelstoßen D            | 17. Platz |
| Horst Gotthelf                                              | Diskuswurf D             | 6. Platz  |
| Horst Gotthelf                                              | Keulenwurf D             | Bronze    |
| Horst Gotthelf                                              | Kugelstoßen D            | Gold      |
| Horst Gotthelf                                              | Speerwurf D              | 9. Platz  |
| Grosser                                                     | Kugelstoßen B            | 20. Platz |
| Hamann                                                      | 100 m B                  | 16. Platz |
| Hamann                                                      | Kugelstoßen C            | 19. Platz |
| Hamann                                                      | Speerwurf C              | 13. Platz |
| Hertig                                                      | Diskuswurf D             | 14. Platz |
| Hertig                                                      | Keulenwurf D             | 4. Platz  |
| Hertig                                                      | Kugelstoßen D            | 12. Platz |
| Hertig                                                      | Speerwurf D              | 6. Platz  |
| Walter Hertle                                               | 60 m A (Novice)          | Silber    |
| Walter Hertle                                               | Diskuswurf B             | 15. Platz |
| Walter Hertle                                               | Keulenwurf B             | 15. Platz |
| Walter Hertle                                               | Kugelstoßen B            | 11. Platz |
| Walter Hertle                                               | Speerwurf B              | 11. Platz |
| Hans Jung                                                   | 60 m B (Novice)          | Silber    |
| Hans Jung                                                   | Diskuswurf C             | 27. Platz |
| Hans Jung                                                   | Keulenwurf C             | 17. Platz |
| Hans Jung                                                   | Speerwurf C              | 8. Platz  |
| Klein                                                       | Diskuswurf A             | 25. Platz |
| Klein                                                       | Keulenwurf A             | 26. Platz |
| Klein                                                       | Kugelstoßen A            | 16. Platz |
| Klein                                                       | Speerwurf A              | 28. Platz |
| Kovacs 2                                                    | Kugelstoßen A            | 36. Platz |
| Kovacs 2                                                    | Präzisionswurf           | 68. Platz |
| Fritz Krimmel                                               |                          |           |
| Diskuswurf A                                                | 19. Platz                |           |
| Keulenwurf A                                                | 20. Platz                |           |
| Kugelstoßen A                                               | 5. Platz                 |           |
| Speerwurf A                                                 | 12. Platz                |           |
| Manfred                                                     | Diskuswurf B             | 16. Platz |
| Moll                                                        | Fünfkampf (inkomplett)   | 4. Platz  |
| Karl-Heinz Müller                                           | 60 m B (Novice)          | 8. Platz  |
| Karl-Heinz Müller                                           | Diskuswurf C             | 45. Platz |
| Karl-Heinz Müller                                           | Keulenwurf C             | 10. Platz |
| Heinz Nolting                                               | Diskuswurf B             | 14. Platz |
| Heinz Nolting                                               | Keulenwurf B             | 12. Platz |
| Heinz Nolting                                               | Kugelstoßen B            | 8. Platz  |
| Heinz Nolting                                               | Slalom A                 | 4. Platz  |
| Heinz Nolting                                               | Speerwurf B              | 8. Platz  |
| Orinsky 1                                                   | Diskuswurf C             | 22. Platz |
| Orinsky 1                                                   | Keulenwurf C             | 20. Platz |
| Orinsky 1                                                   | Kugelstoßen C            | 20. Platz |
| Pinnen                                                      | 100 m A                  | 17. Platz |
| Pohlmann                                                    | 60 m A (Novice)          | 10. Platz |
| Pohlmann                                                    | Slalom A                 | 31. Platz |
| Poppe                                                       | Keulenwurf D             | 14. Platz |
| Poppe                                                       | Kugelstoßen D            | 25. Platz |
| Poppe                                                       | Speerwurf D              | 10. Platz |
| P. Prothmann                                                | Kugelstoßen C            | 13. Platz |
| P. Prothmann                                                | Slalom B                 | 23. Platz |
| P. Prothmann                                                | Speerwurf C              | 18. Platz |
| P. Prothmann                                                | Fünfkampf (komplett)     | 6. Platz  |
| Guido Schievink                                             | 60 m C (Novice)          | 10. Platz |
| Guido Schievink                                             | Diskuswurf D             | 20. Platz |
| Guido Schievink                                             | Keulenwurf D             | 10. Platz |
| Guido Schievink                                             | Speerwurf D              | 15. Platz |
| Erich Schropp                                               | 100 m B                  | 13. Platz |
| Erich Schropp                                               | Slalom B                 | 12. Platz |
| Johann Schuhbauer                                           | 100 m B                  | Bronze    |
| Johann Schuhbauer                                           | Diskuswurf C             | 15. Platz |
| Johann Schuhbauer                                           | Keulenwurf C             | 4. Platz  |
| Johann Schuhbauer                                           | Kugelstoßen C            | Silber    |
| Johann Schuhbauer                                           | Speerwurf C              | Gold      |
| Johann Schuhbauer                                           | Fünfkampf (komplett)     | Gold      |
| Heinz Simon                                                 | Keulenwurf A             | 18. Platz |
| Heinz Simon                                                 | Speerwurf A              | 9. Platz  |
| Heinz Simon                                                 | Fünfkampf (komplett)     | Silber    |
| Sommer                                                      | 60 m A (Novice)          | 10. Platz |
| Sommer                                                      | Diskuswurf A             | 18. Platz |
| Sommer                                                      | Kugelstoßen A            | 10. Platz |
| Sommer                                                      | Präzisionswurf           | 34. Platz |
| Sommer                                                      | Slalom A                 | 8. Platz  |
| Hans Jung Karl-Heinz Müller Heinz Nolting Johann Schuhbauer | 4 × 40 m (offene Klasse) | 10. Platz |
| Frauen                                                      |                          |           |
| Marga Floer                                                 | 60 m Rollstuhl C         | 9. Platz  |
| Marga Floer                                                 | 60 m C (Novice)          | 18. Platz |
| Marga Floer                                                 | Präzisionswurf           | 34. Platz |
| Marga Floer                                                 | Keulenwurf D             | 6. Platz  |
| Marga Floer                                                 | Kugelstoßen D            | 4. Platz  |
| Marga Floer                                                 | Fünfkampf (inkomplett)   | Silber    |
| Waltraud Hagenlocher 3                                      | 60 m B (Novice)          | 9. Platz  |
| Waltraud Hagenlocher 3                                      | Keulenwurf C             | 25. Platz |
| Waltraud Hagenlocher 3                                      | Kugelstoßen C            | 8. Platz  |
| Waltraud Hagenlocher 3                                      | Präzisionswurf           | 46. Platz |
| Waltraud Hagenlocher 3                                      | Speerwurf C              | 22. Platz |
| Ruth Lamsbach                                               | Keulenwurf A             | 7. Platz  |
| Ruth Lamsbach                                               | Kugelstoßen A            | 9. Platz  |
| Ruth Lamsbach                                               | Speerwurf A              | 5. Platz  |
| Ruth Lamsbach                                               | Fünfkampf (komplett)     | 7. Platz  |
| Elke Lange                                                  | Keulenwurf C             | 23. Platz |
| Elke Lange                                                  | Kugelstoßen C            | 25. Platz |
| Elke Lange                                                  | Speerwurf C              | 17. Platz |
| Margit Schweiger                                            | 60 m Rollstuhl A         | 8. Platz  |
| Margit Schweiger                                            | 60 m Rollstuhl B         | 8. Platz  |
| Margit Schweiger                                            | Diskuswurf B             | 9. Platz  |
| Margit Schweiger                                            | Keulenwurf B             | 8. Platz  |
| Margit Schweiger                                            | Kugelstoßen B            | 7. Platz  |
| Margit Schweiger                                            | Präzisionswurf           | 32. Platz |
| Margit Schweiger                                            | Slalom A                 | 6. Platz  |
| Margit Schweiger                                            | Speerwurf B              | 9. Platz  |
| I. Strecker                                                 | Diskuswurf A             | 12. Platz |
| I. Strecker                                                 | Keulenwurf A             | 9. Platz  |
| I. Strecker                                                 | Kugelstoßen A            | 6. Platz  |
| I. Strecker                                                 | Präzisionswurf           | 12. Platz |
| I. Strecker                                                 | Speerwurf A              | 8. Platz  |
| Welker                                                      | 60 m Rollstuhl A         | 7. Platz  |
| Welker                                                      | Diskuswurf A             | 15. Platz |
| Welker                                                      | Keulenwurf A             | 12. Platz |
| Welker                                                      | Kugelstoßen A            | 19. Platz |
| Welker                                                      | Speerwurf A              | 13. Platz |

### Rollstuhlbasketball
Keine deutschen Teilnehmer.

### Rollstuhlfechten
| Athleten           | Wettbewerb         | Rang               |
| ------------------ | ------------------ | ------------------ |
| Männer             |                    |                    |
| Hans-Joachim Boehm | Florett (Novice)   | Gold               |
| Hans-Joachim Boehm | Säbel              | Vorrunde           |
| Maul               | Florett (Novice)   | Vorrunde           |
| Maul               | Säbel              | Vorrunde           |
| Reinhold Maus      | Säbel              | Vorrunde           |
| Willi Schneider    | Florett (Novice)   | Bronze             |
| unbekannt          | Florett-Mannschaft | 5. Platz           |
| unbekannt          | Säbel-Mannschaft   | 5. Platz (geteilt) |

### Schwimmen
| Athleten          | Wettbewerb                          | Rang     |
| ----------------- | ----------------------------------- | -------- |
| Männer            |                                     |          |
| Willi Brinkmann   | 50 m Brust (Klasse 3 komplett)      | Bronze   |
| Willi Brinkmann   | 50 m Rücken (Klasse 3 komplett)     | 5. Platz |
| Dulz              | 25 m Rücken (Klasse 2 komplett)     | Vorlauf  |
| Eckstein          | 50 m Brust (Klasse 3 komplett)      | Vorlauf  |
| Manfred Emmel     | 25 m Brust (Klasse 1 inkomplett)    | Gold     |
| Manfred Emmel     | 25 m Freistil (Klasse 1 inkomplett) | Silber   |
| Manfred Emmel     | 25 m Rücken (Klasse 1 inkomplett)   | Silber   |
| Harald Gerhard    | 50 m Brust (Klasse 4 komplett)      | Silber   |
| Harald Gerhard    | 50 m Freistil (Klasse 4 komplett)   | 5. Platz |
| Harald Gerhard    | 50 m Rücken (Klasse 4 komplett)     | Bronze   |
| Grosser           | 25 m Brust (Klasse 2 inkomplett)    | Vorlauf  |
| Grosser           | 25 m Freistil (Klasse 2 inkomplett) | Vorlauf  |
| Grosser           | 25 m Rücken (Klasse 2 inkomplett)   | 6. Platz |
| Walter Hertle     | 25 m Brust (Klasse 2 inkomplett)    | Gold     |
| Walter Hertle     | 25 m Rücken (Klasse 2 inkomplett)   | 4. Platz |
| Langer            | 50 m Freistil (Klasse 4 komplett)   | Vorlauf  |
| Langer            | 50 m Rücken (Klasse 4 komplett)     | Vorlauf  |
| Moll              | 50 m Freistil (Klasse 4 inkomplett) | 4. Platz |
| Orinsky 1         | 50 m Brust (Klasse 4 komplett)      | Vorlauf  |
| Guido Schievink   | 50 m Brust (Klasse 4 inkomplett)    | Vorlauf  |
| Johann Schuhbauer | 50 m Freistil (Klasse 4 komplett)   | 6. Platz |
| Schumann          | 50 m Brust (Klasse 3 komplett)      | Vorlauf  |
| Schumann          | 50 m Freistil (Klasse 3 komplett)   | Vorlauf  |
| Schumann          | 50 m Rücken (Klasse 3 komplett)     | Vorlauf  |
| Seiler            | 25 m Brust (Klasse 2 komplett)      | Vorlauf  |
| Seiler            | 25 m Freistil (Klasse 2 komplett)   | 6. Platz |
| Gert Tullius 4    | 25 m Brust (Klasse 1 inkomplett)    | 4. Platz |
| Gert Tullius 4    | 25 m Rücken (Klasse 1 inkomplett)   | 6. Platz |
| Frauen            |                                     |          |
| Marga Floer       | 50 m Brust (Klasse 3 inkomplett)    | Gold     |
| Marga Floer       | 50 m Freistil (Klasse 3 inkomplett) | Gold     |
| Marga Floer       | 50 m Rücken (Klasse 3 inkomplett)   | Vorlauf  |
| Ruth Lamsbach     | 25 m Brust (Klasse 2 komplett)      | Silber   |
| Ruth Lamsbach     | 25 m Freistil (Klasse 2 komplett)   | Bronze   |
| Ruth Lamsbach     | 25 m Rücken (Klasse 2 komplett)     | Vorlauf  |
| Elke Lange        | 50 m Brust (Klasse 3 komplett)      | 4. Platz |
| Elke Lange        | 50 m Freistil (Klasse 3 komplett)   | Bronze   |
| Elke Lange        | 50 m Rücken (Klasse 3 komplett)     | Bronze   |
| Margit Schweiger  | 25 m Brust (Klasse 2 inkomplett)    | Gold     |
| Margit Schweiger  | 25 m Rücken (Klasse 2 inkomplett)   | Bronze   |
| Welker            | 25 m Brust (Klasse 2 komplett)      | Vorlauf  |
| Welker            | 25 m Freistil (Klasse 2 komplett)   | Vorlauf  |
| Welker            | 25 m Rücken (Klasse 2 komplett)     | 6. Platz |

### Snooker
Keine deutschen Teilnehmer.

### Tischtennis
| Athleten                        | Wettbewerb | Rang          |
| ------------------------------- | ---------- | ------------- |
| Männer                          |            |               |
| Franz Brozozowski               | Einzel C   | 3. Runde      |
| Eckstein                        | Einzel C   | 2. Runde      |
| Manfred Emmel                   | Einzel A2  | Gold          |
| Hans Jung                       | Einzel C   | Achtelfinale  |
| Klein                           | Einzel B   | 1. Runde      |
| Fritz Krimmel                   | Einzel B   | Achtelfinale  |
| Heinz Nolting                   | Einzel C   | 3. Runde      |
| Pohlmann                        | Einzel B   | 1. Runde      |
| Erich Schropp                   | Einzel C   | Achtelfinale  |
| Heinz Simon                     | Einzel B   | Silber        |
| Franz Brozozowski Erich Schropp | Doppel C   | Bronze        |
| Manfred Emmel Gert Tullius 4    | Doppel A2  | Silber        |
| Hans Jung Heinz Nolting         | Doppel C   | Achtelfinale  |
| Klein Kovacs 2                  | Doppel B   | 1. Runde      |
| Fritz Krimmel Heinz Simon       | Doppel B   | Gold          |
| Frauen                          |            |               |
| Ruth Lamsbach                   | Einzel B   | Viertelfinale |
| Elke Lange                      | Einzel C   | 2. Runde      |
| Margit Schweiger                | Einzel B   | 1. Runde      |
| Welker                          | Einzel B   | Achtelfinale  |
| Ruth Lamsbach Margit Schweiger  | Doppel B   | Viertelfinale |